# Anima e Corpo Orobica Calcio Femminile 2013-2014
Questa voce raccoglie le informazioni riguardanti l'Associazione Sportiva Dilettantistica Anima e Corpo Orobica Calcio Femminile nelle competizioni ufficiali della stagione 2013-2014.

## Stagione

### Rosa
Rosa aggiornata alla fine del campionato
| N. |                   | Ruolo | Calciatrice         |
| -- | ----------------- | ----- | ------------------- |
|    | Italia (bandiera) | P     | Francesca Chiesa    |
|    | Italia (bandiera) | P     | Raffaella De Padova |
|    | Italia (bandiera) | P     | Margherita Salvi    |
|    | Italia (bandiera) | D     | Marta Brasi         |
|    | Italia (bandiera) | D     | Chiara Poeta        |
|    | Italia (bandiera) | D     | Manuela Rimondi     |
|    | Italia (bandiera) | D     | Giada Romani        |
|    | Italia (bandiera) | D     | Ilenia Zangari      |
|    | Italia (bandiera) | C     | Chiara Agostinelli  |
|    | Italia (bandiera) | C     | Giulia Pellegrini   |
|    | Italia (bandiera) | C     | Valentina Quistini  |

| N. |                   | Ruolo | Calciatrice        |
| -- | ----------------- | ----- | ------------------ |
|    | Italia (bandiera) | C     | Eva Ravasio        |
|    | Italia (bandiera) | C     | Veronica Rizzo     |
|    | Italia (bandiera) | C     | Alice Valente      |
|    | Italia (bandiera) | C     | Amalia Vezzoli     |
|    | Italia (bandiera) | A     | Federica Asperti   |
|    | Italia (bandiera) | A     | Valeria Fodri      |
|    | Italia (bandiera) | A     | Virginia Riva      |
|    | Italia (bandiera) | A     | Benghalina Tihsler |
|    | Italia (bandiera) | A     | Federica Troiano   |
|    | Italia (bandiera) | A     | Guya Vavassori     |

## Calciomercato
| Acquisti | Acquisti      | Acquisti        | Acquisti   |
| R.       | Nome          | da              | Modalità   |
| -------- | ------------- | --------------- | ---------- |
| A        | Valeria Fodri | Bocconi         | definitivo |
| A        | Virginia Riva | Speranza Agrate | definitivo |

| Cessioni | Cessioni          | Cessioni        | Cessioni      |
| R.       | Nome              | a               | Modalità      |
| -------- | ----------------- | --------------- | ------------- |
| P        | Viola Bruno       |                 |               |
| P        | Francesca Ventura | Tradate Abbiate | definitivo    |
| D        | Denise Brevi      |                 |               |
| D        | Barbara Ceppi     |                 | fine carriera |
| D        | Marianna Marini   |                 | fine carriera |
| D        | Sara Papadato     |                 | fine carriera |
| C        | Melissa Inconis   |                 |               |
| C        | Laura Loseto      | ???             |               |
| C        | Laura Pasinetti   |                 | fine carriera |
| C        | Valentina Peccina | Tradate Abbiate | definitivo    |
| C        | Miriam Pirovano   |                 |               |
| C        | Monica Tiburzio   |                 |               |
| A        | Lina Gritti       | Tradate Abbiate | definitivo    |
| A        | Daniela Pizzi     |                 |               |
| A        | Karin Previtali   | Tradate Abbiate | definitivo    |
| A        | Eleonora Vitale   |                 |               |

## Risultati

### Serie B

#### Girone di ritorno
| Arbitro: | Pederzolli (Trento) |

|  |           |           |
|  | Marcatori | 47’ Rizzo |

### Coppa Italia

#### Primo turno
Triangolare F, girone 7
| Villa d'Almè 1º settembre 2013, ore 15:30 CEST 1ª giornata | Villa Valle | 5 – 1 | Orobica | Stadio comunale (sint.) |

| Arbitro: | Luca Landoni (Milano) |

|  |           |                                                            |
|  | Marcatori | 18’ Brambilla 31’ Scarpellini 75’ Garavelli 78’, 87’ Mauri |

## Statistiche

### Statistiche di squadra
| Competizione | Punti | In casa | In casa | In casa | In casa | In casa | In casa | In trasferta | In trasferta | In trasferta | In trasferta | In trasferta | In trasferta | Totale | Totale | Totale | Totale | Totale | Totale | DR  |
| Competizione | Punti | G       | V       | N       | P       | Gf      | Gs      | G            | V            | N            | P            | Gf           | Gs           | G      | V      | N      | P      | Gf     | Gs     | DR  |
| ------------ | ----- | ------- | ------- | ------- | ------- | ------- | ------- | ------------ | ------------ | ------------ | ------------ | ------------ | ------------ | ------ | ------ | ------ | ------ | ------ | ------ | --- |
| Serie B      | 60    | 13      | 9       | 4       | 0       | 30      | 11      | 13           | 9            | 2            | 2            | 23           | 5            | 26     | 18     | 6      | 2      | 53     | 16     | +37 |
| Coppa Italia | -     | 1       | 0       | 0       | 1       | 0       | 5       | 1            | 0            | 0            | 1            | 1            | 5            | 2      | 0      | 0      | 2      | 1      | 10     | -9  |
| Totale       | -     | 14      | 9       | 4       | 1       | 30      | 16      | 14           | 9            | 2            | 3            | 24           | 10           | 28     | 18     | 6      | 4      | 54     | 26     | +28 |

### Statistiche delle giocatrici
| Giocatore      | Serie B  | Serie B | Serie B     | Serie B    | Coppa Italia | Coppa Italia | Coppa Italia | Coppa Italia | Totale   | Totale | Totale      | Totale     |
| Giocatore      | Presenze | Reti    | Ammonizioni | Espulsioni | Presenze     | Reti         | Ammonizioni  | Espulsioni   | Presenze | Reti   | Ammonizioni | Espulsioni |
| -------------- | -------- | ------- | ----------- | ---------- | ------------ | ------------ | ------------ | ------------ | -------- | ------ | ----------- | ---------- |
| C. Agostinelli | 4        | 0       | 0           | 0          | ?            | ?            | ?            | ?            | 4+       | 0+     | 0+          | 0+         |
| F. Asperti     | 17       | 2       | 0           | 0          | ?            | ?            | ?            | ?            | 17+      | 2+     | 0+          | 0+         |
| M. Brasi       | 19       | 0       | 3           | 0          | ?            | ?            | ?            | ?            | 19+      | 0+     | 3+          | 0+         |
| F. Chiesa      | 7        | -6      | 0           | 0          | ?            | ?            | ?            | ?            | 7+       | -6+    | 0+          | 0+         |
| R. De Padova   | 1        | -0      | 0           | 0          | ?            | ?            | ?            | ?            | 1+       | 0+     | 0+          | 0+         |
| V. Fodri       | 25       | 11      | 2           | 0          | ?            | ?            | ?            | ?            | 25+      | 11+    | 2+          | 0+         |
| G. Pellegrini  | 20       | 0       | 1           | 0          | ?            | ?            | ?            | ?            | 20+      | 0+     | 1+          | 0+         |
| C. Poeta       | 15       | 0       | 2           | 0          | ?            | ?            | ?            | ?            | 15+      | 0+     | 2+          | 0+         |
| V. Quistini    | 8        | 0       | 0           | 0          | ?            | ?            | ?            | ?            | 8+       | 0+     | 0+          | 0+         |
| E. Ravasio     | 9        | 0       | 0           | 0          | ?            | ?            | ?            | ?            | 9+       | 0+     | 0+          | 0+         |
| M. Rimondi     | 15       | 1       | 0           | 0          | ?            | ?            | ?            | ?            | 15+      | 1+     | 0+          | 0+         |
| V. Riva        | 23       | 5       | 2           | 0          | ?            | ?            | ?            | ?            | 23+      | 5+     | 2+          | 0+         |
| V. Rizzo       | 9        | 2       | 2           | 0          | ?            | ?            | ?            | ?            | 9+       | 2+     | 2+          | 0+         |
| G. Romani      | 19       | 0       | 2           | 0          | ?            | ?            | ?            | ?            | 19+      | 0+     | 2+          | 0+         |
| M. Salvi       | 19       | -10     | 0           | 0          | ?            | ?            | ?            | ?            | 19+      | -10+   | 0+          | 0+         |
| B. Tihsler     | 18       | 9       | 0           | 0          | ?            | ?            | ?            | ?            | 18+      | 9+     | 0+          | 0+         |
| F. Troiano     | 26       | 11      | 1           | 0          | ?            | ?            | ?            | ?            | 26+      | 11+    | 1+          | 0+         |
| A. Valente     | 22       | 0       | 1           | 0          | ?            | ?            | ?            | ?            | 22+      | 0+     | 1+          | 0+         |
| G. Vavassori   | 24       | 9       | 0           | 0          | ?            | 1            | ?            | ?            | 24+      | 10     | 0+          | 0+         |
| A. Vezzoli     | 24       | 0       | 1           | 0          | ?            | ?            | ?            | ?            | 24+      | 0+     | 1+          | 0+         |
| I. Zangari     | 24       | 1       | 0           | 0          | ?            | ?            | ?            | ?            | 24+      | 1+     | 0+          | 0+         |